# Omir Santos
Pour les articles homonymes, voir Santos (homonymie).
Omir Santos Rios, né le 29 avril 1981 à Bayamón (Porto Rico), est un receveur de baseball évoluant en Ligue majeure depuis 2008. Il est présentement sous contrat avec les Indians de Cleveland.

## Carrière
Omir Santos a été sélectionné en 2001 par les Yankees de New York. Après sept ans dans les ligues mineures avec cette organisation, il est libéré et récupéré par les Orioles de Baltimore pour qui il effectue 10 présences au bâton à la fin de la saison 2008, faisant ses débuts dans les Ligues majeures le 5 septembre.
Santos entreprend en 2009 sa neuvième saison dans les ligues mineures avec les Bisons de Buffalo au niveau AAA, dans l'organisation des Mets de New York.
Le 17 avril, les Mets le rappellent des mineures après une blessure subie par leur receveur régulier, Brian Schneider. Le 27 avril, Santos claque le premier grand chelem de sa carrière, produisant ses quatre premiers points, contre le lanceur Aníbal Sánchez des Marlins de la Floride. La recrue frappait ainsi le premier grand chelem de l'histoire du Citi Field,, le nouveau domicile des Mets.
Agent libre, il rejoint les Tigers de Detroit en janvier 2011. Il ne dispute que 11 parties pour Detroit durant l'année, passant plutôt l'année dans la Ligue internationale avec Toledo. Il fait ses débuts en séries éliminatoires en venant remplacer Alex Avila au poste de receveur le 4 octobre 2011 dans une partie de Série de divisions contre les Yankees de New York.
Libéré par les Tigers après seulement 3 parties jouées en 2012, Santos signe le 11 juin un contrat des ligues mineures avec les Rockies du Colorado. Il ne joue pas pour les Rockies et est mis sous contrat par les Indians de Cleveland le 5 février 2013.

## Statistiques
| Saison | Équipe    | G   | AB  | R  | H  | 2B | 3B | HR | RBI | SB | BA    |
| ------ | --------- | --- | --- | -- | -- | -- | -- | -- | --- | -- | ----- |
| 2008   | Baltimore | 11  | 10  | 0  | 1  | 0  | 0  | 0  | 0   | 0  | 0,100 |
| 2009   | NY Mets   | 96  | 281 | 28 | 73 | 14 | 1  | 7  | 40  | 0  | 0,260 |
| Totaux | Totaux    | 107 | 291 | 28 | 74 | 14 | 1  | 7  | 40  | 0  | 0,254 |

Note : G = Matches joués ; AB = Passages au bâton; R = Points ; H = Coups sûrs ; 2B = Doubles ; 3B = Triples ; 
HR = Coup de circuit ; RBI = Points produits ; SB = Buts volés ; BA = Moyenne au bâton.